# Árpád (grand-prince)
Pour les articles homonymes, voir Arpad.
Árpád, né vers 845 et mort vers 907, est le premier chef des tribus magyares après l'invasion hongroise (en hongrois : honfoglalás) de la plaine de Pannonie, jusqu'à sa mort.

## Biographie
Árpád est le fils d'Álmos qui, d'après les chroniques médiévales de la Gesta Hungarorum, a été proclamé grand chef par les dirigeants du Hétmagyar, la confédération des sept tribus magyares. Árpád lui-même devint donc le chef d'une tribu de la confédération vers 893. D'après des sources arabes, son titre semble avoir été gyula qui, à cette époque, menait les campagnes militaires des Magyars, par opposition au kende, le chef spirituel des tribus. On lui prêtait également le titre de grand-prince.
Vivant dans la région qu'ils appelaient Etelköz (« le pays des deux fleuves »), sous la suprématie des Khazars, les Magyars ont fait sécession d'avec leurs suzerains avant 862 et, après cela, exigeaient des tribus slaves voisines le paiement d'un tribut et combattaient parfois comme mercenaires, notamment pour le compte des rois de Francie orientale ou des princes de Grande-Moravie. 
En 894, Árpád et le kende Kurszán négocièrent ensemble avec les ambassadeurs de l'empereur byzantin Léon VI le Sage, les conditions selon lesquelles la confédération des tribus magyares était disposée à l'aider contre le tsar Siméon Ier de Bulgarie. Peu après, les tribus magyares attaquèrent les forces de l'Empire bulgare sous le tsar Siméon Ier, l'obligeant à conclure la paix avec l'Empire byzantin. Siméon Ier, cependant, fit une alliance avec les Petchénègues, les voisins orientaux de la Hétmagyar qui étaient déplacés par les Oghouzes et unissant les forces commanda une attaque contre les Magyares. Dans la bataille au bord du Boug méridional, le tsar battit leur armée ; peu de temps après, les Petchénègues ont attaqué et pillé leurs territoires entre le Danube et le Dniepr.

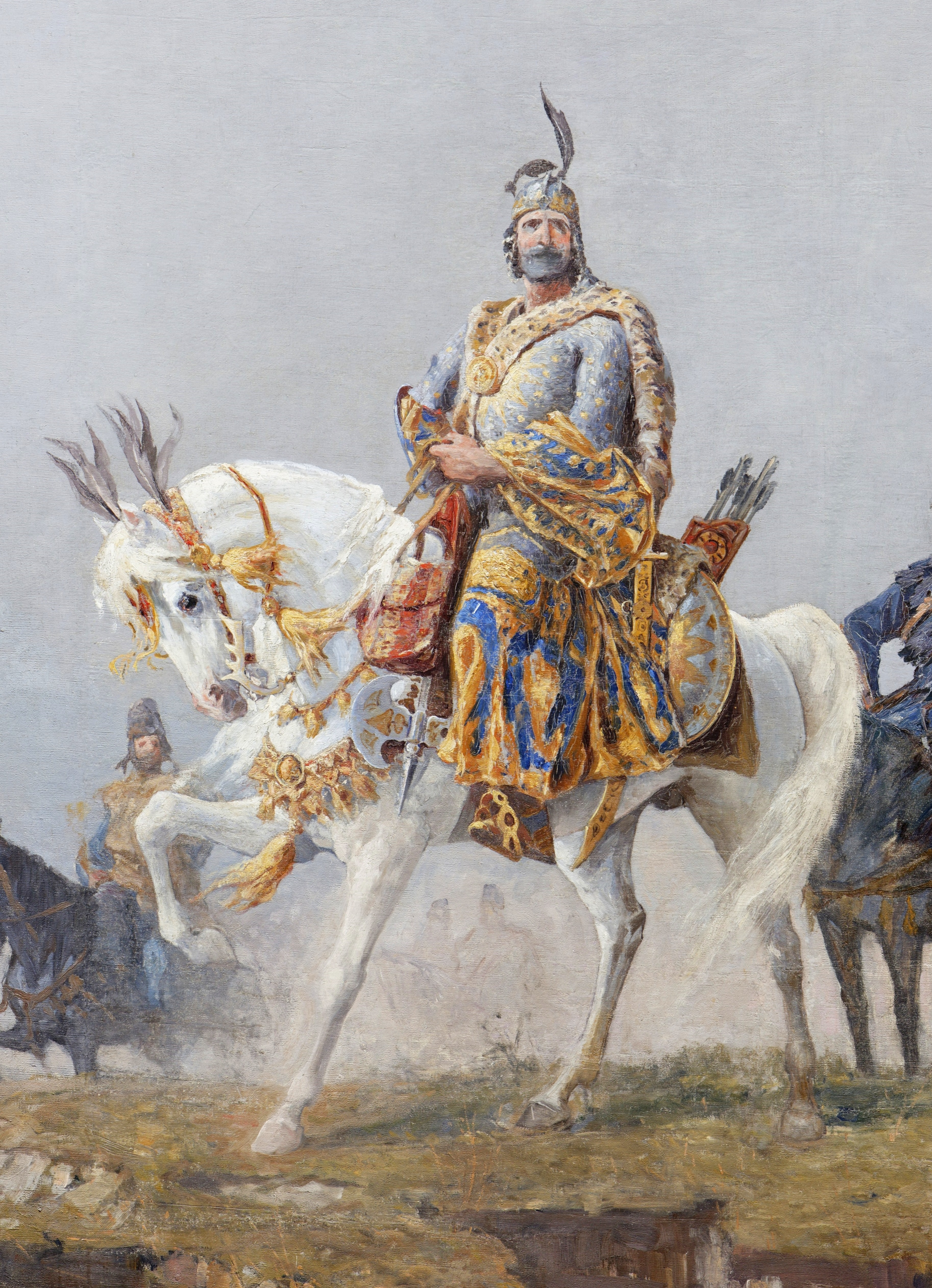
Prince Árpád sur L'Arrivée des Hongrois, tableau peint par Árpád Feszty en 1894.

Les tribus magyares furent obligés de quitter l'Etelköz ; dans ce cadre, Árpád et sa cavalerie ont pu profiter du vide du pouvoir laissé par le décès du prince Svatopluk de Moravie en 894. En traversant les cols des Carpates orientales les Magyars ont envahi la plaine de Pannonie à l'ouest, où ils se sont installés (honfoglalás). Les tribus occupèrent l'amont de la rivière Tisza, organisant de nombreux raids en Europe centrale. Vers l'an 900, environ 400 000 à 500 000 Hongrois (le nombre d'« envahisseurs » est controversé) s'installèrent en Pannonie, la Hongrie actuelle. Le vieux grand-prince Álmos est décédé encore en Etelköz vers 895 ; sa mort a probablement été causée soit par assassinat soit par sacrifice humain en raison des défaites catastrophiques subies pendant les guerres avec l'État bulgare et les Petchénègues.
Selon la légende, Árpád instaura la première diète hongroise en 898 rassemblant quarante autres « nobles à cheval » près de Szeged. Peu après, ses troupes envahirent l’Italie à la demande de l'empereur franc Arnulf et accaparèrent celles du roi Bérenger Ier sur les rives de la Brenta. Après le décès d'Arnulf en 899 cependant, Árpád a saisi l'occasion pour attaquer la principauté du Balaton, une marche de la Francie orientale. En peu de temps, tout le territoire autour les forteresses de Veszprém et de Vasvár était entre ses mains. En 902, il se retourna contre la Grande-Moravie sous le prince Mojmír II. Selon les chroniques de l'Annalista Saxo, la bataille décisive se déroula probablement à Nitra vers l'an 906 ; Mojmír II est tué au combat et sa capitale est détruite. 
Árpád devient souverain absolu après que le kende Kurszán a été assassiné autour d'un festin avec des nobles bavarois à Presbourg en 904. Le 4 juillet 907, les Magyars mettent les forces du margrave Léopold de Bavière en déroute dans la bataille de Presbourg. Grâce à leur victoire, ils ont pris de la marche d'Autriche jusqu'à la rivière Enns à l'ouest et ont définitivement assuré le territoire pannonien. Pour différentes raisons, les historiens datent de cette bataille la fin de la principauté de Grande-Moravie. Árpád est certainement mort en juillet 907, lors de l'une des batailles près de Bratislava, selon The great migrations in the East and South East of Europe from the ninth to the thirteenth century. 
Forts de leur succès, les Magyars envahiront les années suivantes la Germanie et pilleront notamment le duché de Saxe et la Thuringe. Le territoire d'Autriche, momentanément perdu pour le royaume des Francs orientaux, ne sera reconquis qu'après la bataille du Lechfeld en 955.

## Postérité
Árpád eut quatre ou cinq fils : 

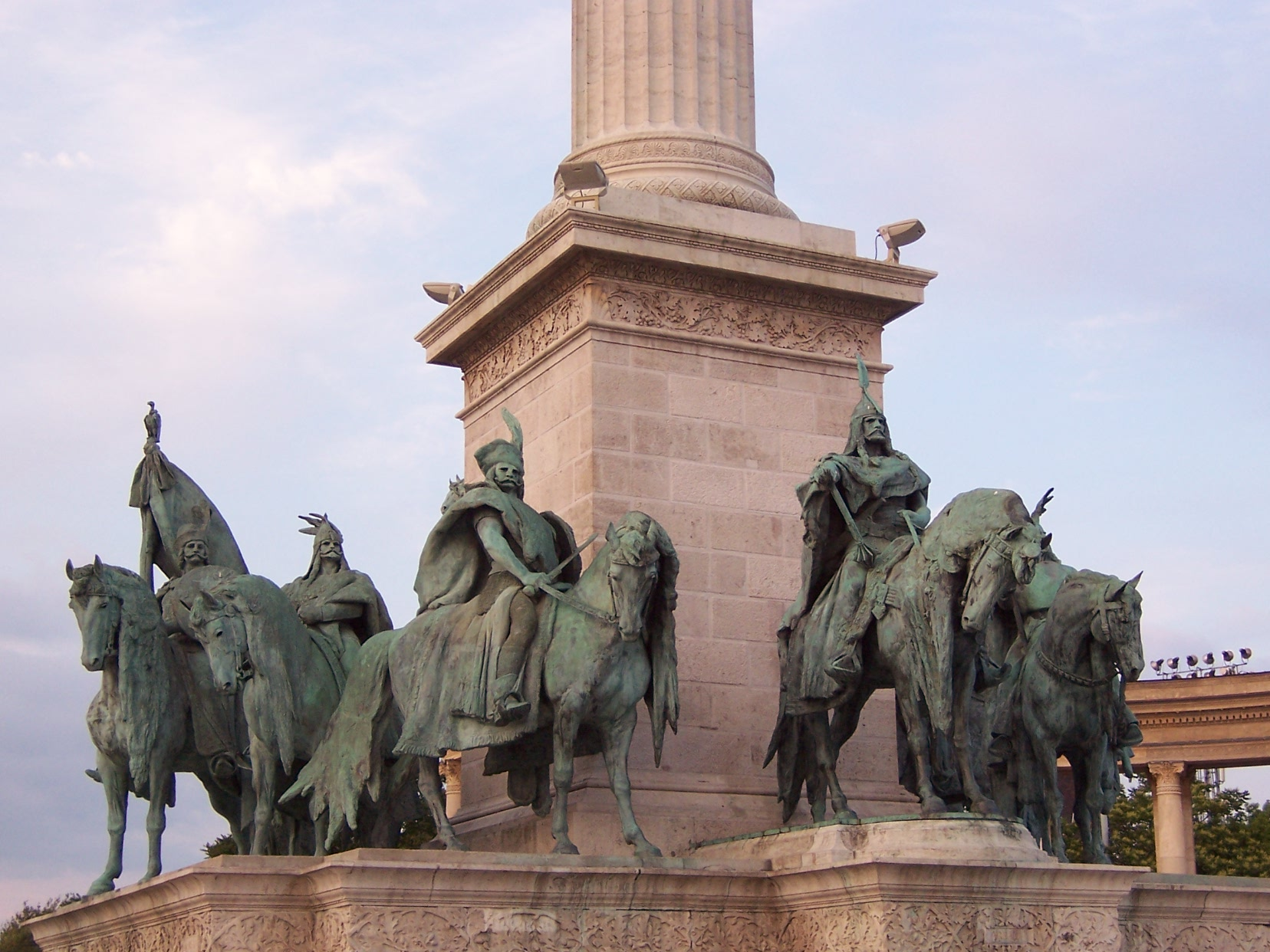
Statue d'Árpád et des six autres chefs des tribus magyares, place des Héros, Budapest.

- Liütinka (ou Levente), chef militaire pendant la Conquête hongroise, mourut avant 907 ;
- Tarkatzus (ou Tarhos), l'ancêtre de Koppány, possiblement identique avec Liütinka ;
- Jelekh (ou Üllő) dit l'Épicurien, mourut avant 907 ;
- Jutocsa (hu) (ou Jutas), père du grand-prince Fausz ;
- Zaltas (ou Zolta), grand-prince à la mort de son père et l'ancêtre des rois de Hongrie.